# King Jer 娛樂台
King Jer 娛樂台是一個由高登討論區網民「慈雲山鄭列瓊」運營的Facebook專頁，內容以香港娛樂圈為主，現時在Facebook專頁有超過40萬個讚好。

## 記事
一名在高登討論區的網民「慈雲山鄭列瓊」（有時被稱為瓊姐），以美國非裔女星蒂凡尼·波拉德作為其網上形象，以尖酸刻薄言論見稱。曾經經常為容祖兒辯護，並被指打擊楊千嬅、謝安琪、以至G.E.M.等等有時被視作容祖兒對手的藝人。結果「慈雲山鄭列瓊」成為一名網絡紅人，但瓊姐其後離開高登，轉到Facebook開設專頁，名為「King Jer娛樂台」，亦有不少公司看中其讀者眾多，和其作出不少合作推廣產品服務。
其後，King Jer 娛樂台曾經推出不少揶揄或取笑其他藝人的內容，例如謝霆鋒的主理的中國內地節目《十二道鋒味》，電視劇《同盟》當中姚子羚的表情等，有時亦得到藝人回應。
2018年7月，該專頁突然消失，並引起大量媒體關注。香港資訊科技商會榮譽會長方保僑接受訪問回應事件時指，事件有可能是短時間內有過百人檢舉所致。
雖然該專頁以辯護容祖兒起家，但於香港逃犯條例爭議期間，包括容祖兒在內的46名香港藝人為《人民日報》拍攝以評擊反送中運動為內容的短片，引起部分網民批評，專頁亦有談及片段，並回應網民承認和容祖兒割席。

## 外部連結
- King Jer 娛樂台的Facebook專頁
- 香港網絡大典上的相关条目：King Jer 娛樂台